# Гай Консидий Лонг
Гай Конси́дий Лонг (лат. Gaius Considius Longus; погиб в апреле 46 года до н. э., провинция Африка, Римская республика) — римский политический деятель и военачальник, занимавший должность претора в 50-е годы до н. э. Управлял провинцией Африка, участвовал на стороне Гнея Помпея Великого в гражданской войне 40-х годов до н. э. Погиб в Африке вскоре после битвы при Тапсе.

## Биография
Гай Консидий принадлежал к незнатному плебейскому роду. Его отец носил тот же преномен — Гай. В источниках сохранилось не слишком много данных о Гае-младшем. Известно, что в 50-е годы до н. э. он занимал должность претора, а в 50 году до н. э. был наместником провинции Африка. Антиковед Роберт Броутон датирует претуру Лонга либо 52 годом (если тот получил провинцию сразу после истечения полномочий), либо 57 годом (если между претурой и наместничеством был пятилетний промежуток, предусмотренный одним из новых для того времени законов). В конце 50 года до н. э., не дожидаясь прибытия преемника, Лонг уехал в Рим, чтобы выдвинуть свою кандидатуру в консулы. Временно исполняющим обязанности наместника он оставил легата Квинта Лигария, хотя тот сопротивлялся этому назначению.
Стать консулом Гаю Консидию не удалось. В январе 49 года до н. э. началась гражданская война между Гаем Юлием Цезарем и Гнеем Помпеем Великим; Лонг встал на сторону последнего и в том же году вместе с рядом других помпеянцев снова поехал в Африку. Там он был признан легатом с полномочиями пропретора и в этом качестве встал во главе провинции вместе с Публием Аттием Варом, подчиняясь напрямую Помпею, а после его гибели в 48 году до н. э. — Квинту Цецилию Метеллу Пию Сципиону.
В 49 году до н. э. Лонг командовал легионом, размещённым в Гадрумете, и участвовал в успешной борьбе с цезарианцем Гаем Скрибонием Курионом (армия Куриона была почти полностью уничтожена). В течение последующих двух лет Гай Консидий укрепил совместно с Аттием Варом город Курубис (об этом известно благодаря одной латинской надписи) и увеличил возглавляемый им корпус до двух легионов и 700 всадников. После высадки в Африке Цезаря (конец 47 года до н. э.) Лонг безуспешно осаждал город Ахулла, потом закрепился в городе Тиздра с большим гарнизоном и собственной когортой гладиаторов. В апреле 46 года до н. э. Цезарь разгромил основные силы помпеянцев при Тапсе, а после этого направил на Тиздру два легиона во главе с Гнеем Домицием Кальвином. Гай Консидий, узнав об этом, бежал в сторону Нумидии с казной и небольшим отрядом, сформированным из гетулов. Последние в пути взбунтовались и убили своего командира, чтобы завладеть его деньгами.
У Гая Консидия Лонга был сын, Гай Консидий Пет, монетарий, по разным версиям, в 49 или 46 году до н. э. После гибели отца он попал в плен к Цезарю и получил пощаду.